# Joanna Haartti
Joanna Haartti (14 de abril de 1979) es una actriz finlandesa de teatro, cine y televisión. Es más conocida por su trabajo en teatro, aunque también ha aparecido en películas como A Man's Work (2007), Risto (2011) y Do I Have to Take Care of Everything? (2012), y en algunos programas de televisión. Haartti tiene una relación amorosa con la también actriz finlandesa Minna Haapkylä.

## Filmografía seleccionada
- A Man's Work (2007)
- Prinsessa (2010)
- Hella W (2011)
- Risto (2011)
- Hiljaisuus (2011)
- Do I Have to Take Care of Everything? (2012)